# التاريخ السياسي للإسلام (كتاب)
التاريخ السياسي للإسلام (الفارسية: تاریخ سیاسی اسلام؛ الإنجليزية: Political History of Islam) هو كتاب من تأليف رسول جعفريان، يتألف من مجلدين. المجلد الأول بعنوان "سيرة النبي محمد" ويقع في 692 صفحة، والمجلد الثاني بعنوان "تاريخ الخلفاء" ويقع في 828 صفحة. عُد الكتاب عملًا مهمًّا في التأريخ الإسلامي، وقد تُرجم الكتاب إلى الإنجليزية، والعربية والأردية.

## المقدمة
يقول المؤلف رسول جعفريان في جزء من مقدمة هذه المجموعة:
"يُقرّ المؤلف بأن أحكامه لا تتفق مع الواقع في جميع الحالات؛ لأنه ليس بالضرورة خبيرًا في كل مادة من هذه المواد، وليس حافظًا لكل المصادر التاريخية، وخاصةً مصادر البحث المنشورة حديثًا. ومع ذلك، ونظرًا لما يُمكن الحصول عليه من نصوص من المصادر، وخاصةً الأولية، فقد بُذِلَت محاولةٌ للنظر في المصادر القديمة في كل قسم."

## البناء
في المجلد الأول من هذا الكتاب ذي المجلدين، والصادر بمنهج تحليلي، بعنوان "سيرة النبي محمد"، يتناول التاريخ السياسي للإسلام من حياة محمد بن عبد الله إلى وفاته. أما في المجلد الثاني، بعنوان "تاريخ الخلفاء من وفاة الرسول إلى سقوط الدولة الأموية"، فقد تناول المؤلف واستعرض الأحداث والسيرة وأصول الخلفاء الأوائل وتاريخ تطور السلالتين الأموية والعباسية وحياة أئمة الشيعة.

### سيرة النبي محمد
يحتوي هذا المجلد على 7 فصول وهي:
- الفصل الأول: تأريخ المسلمين
- الفصل الثاني: العصر الجاهلي
  - الوضع السياسي والاجتماعي للعرب في شبه الجزيرة العربية
  - الدين والتدين عند الناس في الجاهلية
  - الثقافة والعلم في الجاهلية
- الفصل الثالث: بداية الإسلام
- الفصل الرابع: الإسلام في مواجهة ضغط قريش
- الفصل الخامس: الإسلام في المدينة المنورة (في هذا الفصل تمت مناقشة تحليل أسباب الانتشار السريع للإسلام في المدينة المنورة)
- الباب السادس: حروب النبي حتى السنة الخامسة من هجرته (غزوة بدر، غزوة أحد، غزوة الخندق، غزوى بني قريظة، وحرب القبائل)
- الفصل السابع: الانتصار على الحجاز (في هذا الفصل تمت مناقشة صلح الحديبية، وغزوة خيبر، وفتح مكة، وهكذا حتى وفاة النبي محمد)[19][20][21]

### تاريخ الخلفاء
جُمع هذا المجلد في 12 قسمًا رئيسًا وهي:
- القسم الأول: خلافة أبي بكر
- القسم الثاني: خلافة عمر
- القسم الثالث: خلافة عثمان
- القسم الرابع: إمامة علي
- الباب الخامس: إمامة الحسن بن علي
- القسم السادس: مملكة معاوية
- الباب السابع: معركة كربلاء ونتائجها
- الباب الثامن: انتقال الخلافة من السفيانيين إلى المروانيين
- القسم التاسع: الإمام السجاد
- الباب العاشر: حكومة المروانيين
- القسم الحادي عشر: الشيعة في العقود الأخيرة من الدولة الأموية
- القسم الثاني عشر: حكومة المروانيين في مواجهة الانحدار[22][23][24]

## نقد ومراجعة
هذا الكتاب المكون من مجلدين، بالإضافة إلى كونه موضوعًا للعديد من المقابلات والتقارير، تعرض للنقد والمراجعة قبل النشر.

## طالع أيضًا
- أطلس الشيعة
- المكتبة المتخصصة في الإسلام وإيران
- فهرس رسول جعفريان[الإنجليزية]
- تاريخ إيران الإسلامية
- الحياة الفكرية والسياسية لأئمة الشيعة
- تأملات حول حركة عاشوراء
- رجال الكشي

## روابط خارجية
- تاريخ الخلفاء في أدينه
- تاريخ الخلفاء على GHbook
- تاريخ الخلفاء (غلاف مقوى) على أمازون
- تاريخ الخلفاء (غلاف ورقي) على أمازون
- تاريخ الخلفاء الراشدين في الإسلام
- رسول جعفريان - الباحث العلمي من جوجل
- مقالات رسول جعفريان باللغة الإنجليزية على SID
- رسول جعفريان مقالات باللغة الإنجليزية عن ماجيران